# Салтич
Салти́ч або Салтичія — мала річка в Україні, в межах Пологівського району Запорізької області, права притока річки Обитічна (басейн Азовського моря). 

## Опис
Річка бере початок на захід від села Салтичія і тече на схід, завдовжки — 11,3 км. Площа басейну річки — 47,4 км². Найближчим селом до впадіння Салтича в Обитічну є село Обіточне. Притоки: маленькі потічки. На лівому березі річки створено ландшафтний заказник «Салтичійське степове помістя» площею 12,77 га.

## Назва річки
В основі гідроніма тюркське «салтак» — бруд. Береги цієї річки досі заболочені та важко прохідні. Тюркське «Салт» — верхи на коні без поклажі. Це також може мати стосунок до походження назви річки Салтич.